# 北海道道790号仁別大曲線

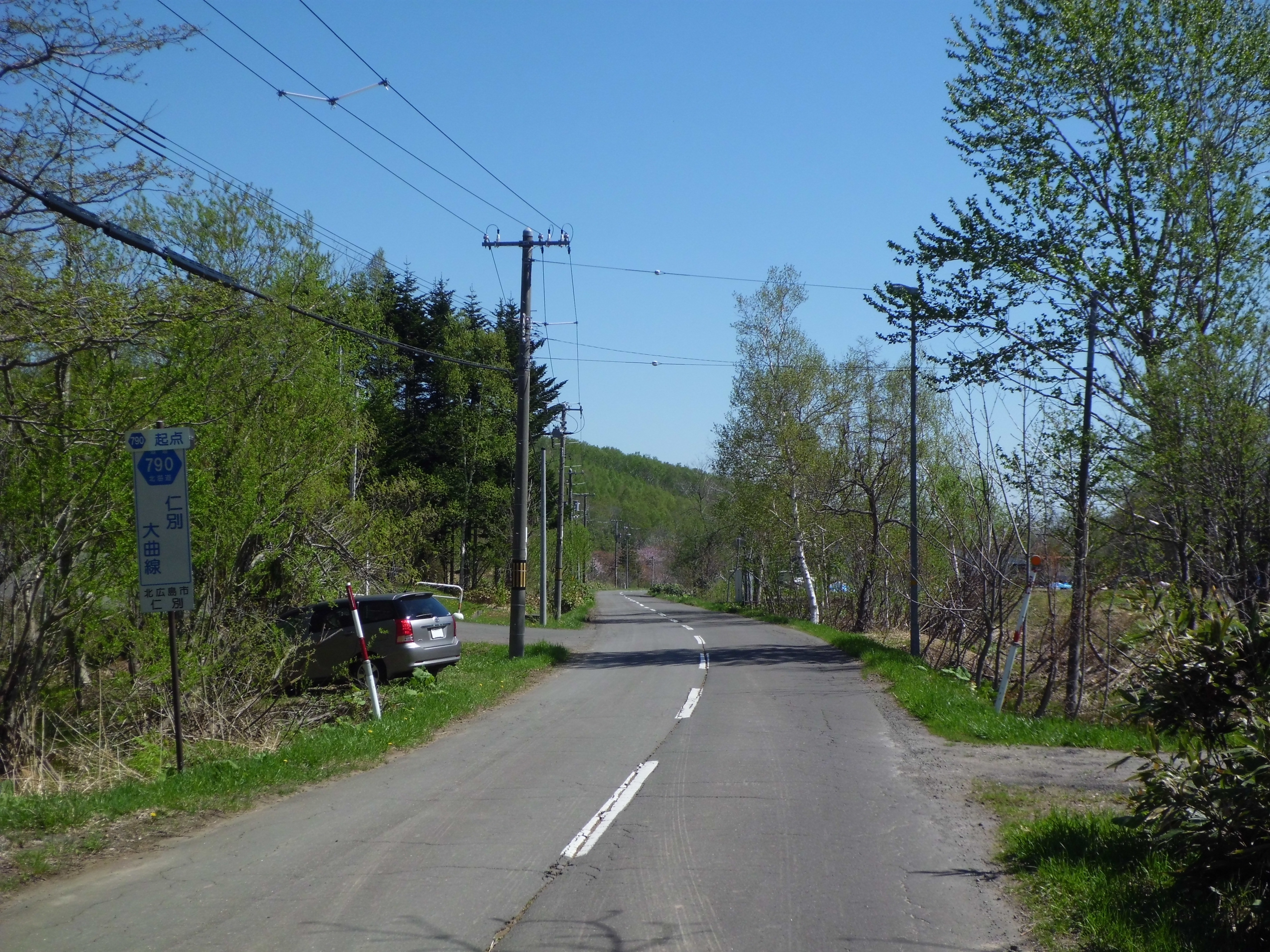
起点

北海道道790号仁別大曲線（ほっかいどうどう790ごう にべつおおまがりせん）は、北海道北広島市内を結ぶ一般道道（北海道道）である。

## 概要

### 路線データ
- 起点：北海道北広島市仁別
- 終点：北海道北広島市大曲南ヶ丘1丁目（国道36号交点）
- 路線延長：6.6km（総延長）

## 歴史
- 1973年（昭和48年）3月31日 路線認定[1]。

## 路線状況

### 重複区間
北広島市
- 大曲（北海道道1147号大曲工業団地美しが丘線）

## 地理

### 通過する自治体
- 石狩振興局
  - 北広島市

### 交差する道路
北広島市
- 北海道道1147号大曲工業団地美しが丘線 - 大曲幸町3丁目
- 国道36号 - 大曲南ヶ丘1丁目・大曲中央1丁目交差点
- 北海道道1080号栗山北広島線 - 大曲南ヶ丘1丁目・大曲中央1丁目交差点

### 沿線にある施設など
北広島市
- 北広島霊園 - 仁別329
- ダイナスティゴルフクラブ北広島/ダイナスティスキーリゾート - 仁別152